# 穆里洛環礁

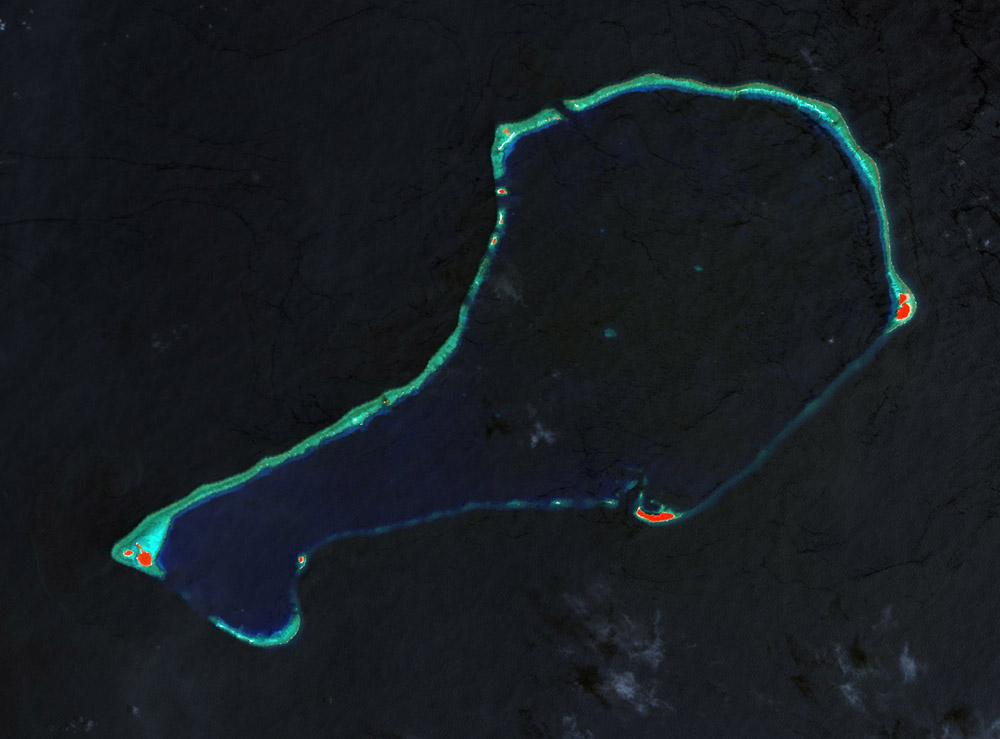

穆里洛環礁是西太平洋島國密克羅尼西亞聯邦的環礁，屬於加羅林群島的一部分，位於諾姆溫環礁東北9公里，由楚克負責管轄，面積1平方公里，2008年人口681人。
8°41′33″N 152°20′21″E / 8.69250°N 152.33917°E